# The Girl Who Wouldn't Work

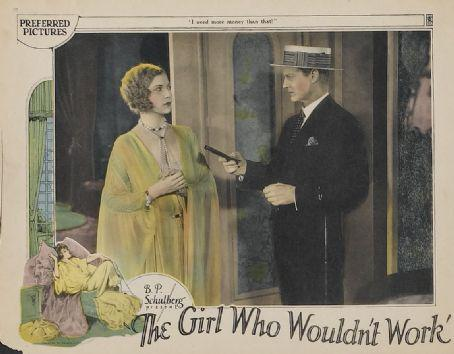
Affiche du film.

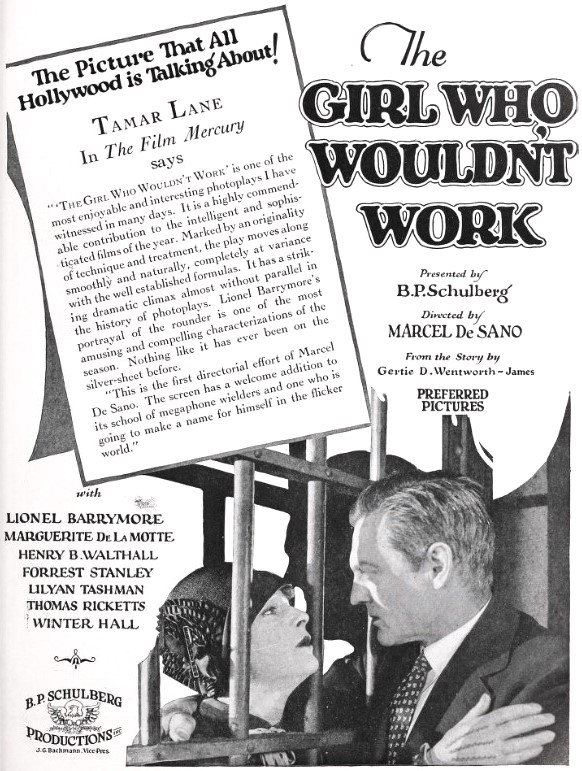
Annonce pour le film dans Exhibitor Herald.

The Girl Who Wouldn't Work est un film américain réalisé par Marcel De Sano et sorti en 1925.

## Fiche technique
- Réalisation : Marcel De Sano
- Scénario : Lois Hutchinson d'après The Girl Who Wouldn't Work de  Gertie Wentworth-James
- Producteur : B. P. Schulberg
- Photographie : Allen Siegler
- Distributeur : Preferred Pictures
- Durée : 6 bobines[1]
- Date de sortie :
  - États-Unis : 18 août 1925

## Distribution

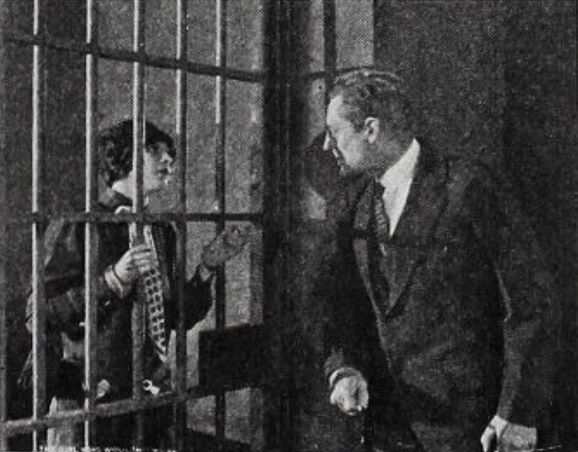
Marguerite De La Motte et Lionel Barrymore dans une scène du film.

- Lionel Barrymore : Gordon Kent
- Marguerite De La Motte : Mary Hale
- Henry B. Walthall : William Hale
- Lilyan Tashman : Greta Verlaine
- Forrest Stanley : William Norworth
- Winter Hall : District Attorney
- Tom Ricketts : The Rounder